# Sideridis incommoda
Sideridis incommoda är en fjärilsart som beskrevs av Otto Staudinger 1888. Sideridis incommoda ingår i släktet Sideridis och familjen nattflyn. Inga underarter finns listade i Catalogue of Life.